# Парламентские выборы в Габоне (2011)
Парламентские выборы в Габоне проходили 17 декабря 2011 года. Они стали первыми выборами в парламент после смерти в 2009 году президента с 1967 года Омара Бонго, место которого занял его сын Али Бонго. На фоне бойкота выборов большинством оппозиционных партий правящая Габонская демократическая партия получила практически все места Национального собрания. Согласно официальным результатам, обнародованным 21 декабря, она получила 113 из 120 мест. Следующей стала также пропрезидентская партия Национальное движение лесорубов — Ралли за Габон с 3 местами парламента. Бывшая основная оппозиционная партия Союз габонского народа, которая после смерти своего лидера Пьера Мамбунду оказалась занята межфракционной борьбой, участвовала в выборах и потеряла все 8 мест в парламенте. Явка оказалась лишь 34 %, так как большинство сторонников оппозиции бойкотировали голосование.
20 декабря 2011 года представитель оппозиции Жюль Аристид Бурдес Огулигенд опротестовал результаты выборов, заявив, что «Национальное собрание представляет менее 10 % населения».

## Результаты
| Партии                                                                                           | Партии                                           | Голоса  | %       | Места | +/-   |
| ------------------------------------------------------------------------------------------------ | ------------------------------------------------ | ------- | ------- | ----- | ----- |
| Республиканское большинство за возрождение                                                       | Габонская демократическая партия                 |         |         | 113   | +31   |
| Республиканское большинство за возрождение                                                       | Национальное движение лесорубов — Ралли за Габон |         |         | 3     | –5    |
| Республиканское большинство за возрождение                                                       | Круг либеральных реформаторов                    |         |         | 1     | –1    |
| Республиканское большинство за возрождение                                                       | Независимая центристская партия                  |         |         | 1     | +1    |
| Республиканское большинство за возрождение                                                       | Демократический и республиканский альянс         |         |         | 0     | –3    |
| Республиканское большинство за возрождение                                                       | Движение за национальное очищение (Morena)       |         |         | 0     | –     |
| Республиканское большинство за возрождение                                                       | Движение за демократию и прогресс                |         |         | 0     | –     |
| Республиканское большинство за возрождение                                                       | Объединённая социалистическая партия             |         |         | 0     | –     |
| Социал-демократическая партия                                                                    | Социал-демократическая партия                    |         |         | 1     | –1    |
| Союз за Новую Республику                                                                         | Союз за Новую Республику                         |         |         | 1     | новая |
| 7MP                                                                                              | 7MP                                              |         |         | 0     | –     |
| Африканский форум за реконструкцию                                                               | Африканский форум за реконструкцию               |         |         | 0     | –1    |
| Альянс за новый Габон                                                                            | Альянс за новый Габон                            |         |         | 0     | новая |
| Христианско-демократический блок                                                                 | Христианско-демократический блок                 |         |         | 0     | –     |
| Энергия независимого народа                                                                      | Энергия независимого народа                      |         |         | 0     | –     |
| Габонская национальная партия                                                                    | Габонская национальная партия                    |         |         | 0     | –     |
| Габонская прогрессивная партия                                                                   | Габонская прогрессивная партия                   |         |         | 0     | –2    |
| Габонский социалистический союз                                                                  | Габонский социалистический союз                  |         |         | 0     | 0     |
| Morena–Boutamba                                                                                  | Morena–Boutamba                                  |         |         | 0     | –     |
| Morena–Mendou                                                                                    | Morena–Mendou                                    |         |         | 0     | –     |
| Национальная экологическая партия                                                                | Национальная экологическая партия                |         |         | 0     | –     |
| Национальный союз кузнецов                                                                       | Национальный союз кузнецов                       |         |         | 0     | –     |
| Партия за развитие и солидарность                                                                | Партия за развитие и солидарность                |         |         | 0     | –     |
| Союз габонского народа                                                                           | Союз габонского народа                           |         |         | 0     | –8    |
| Недействительных/пустых бюллетеней                                                               | Недействительных/пустых бюллетеней               |         | –       | –     | –     |
| Всего                                                                                            | Всего                                            | 255 570 |         | 120   | 0     |
| Зарегистрированных избирателей/Явка                                                              | Зарегистрированных избирателей/Явка              | 745 645 | 34,28 % | –     | –     |
| Источник: Выборы в Габоне (партии) IPU Архивная копия от 5 марта 2016 на Wayback Machine (места) |                                                  |         |         |       |       |